# Erkki J. Raappana
Erkki J. Raappana, finski general, * 1893, † 1962.